# Cirfontaines-en-Ornois
Cirfontaines-en-Ornois là một xã thuộc tỉnh Haute-Marne trong vùng Grand Est đông bắc nước Pháp. Xã này nằm ở khu vực có độ cao trung bình 450 mét trên mực nước biển.